# Imperiul Babilonian
Imperiul Babilonian (sau Babilonia) a fost un stat antic în Mesopotamia Inferioară (Irak), Babilon fiind capitala sa. Imperiul Babilonian a apărut atunci când regele Hammurabi cel Mare (circa 1728 – 1686 î.Hr.) a creat un imperiu din teritoriile fostelor regate Sumer și Akkad.
Imperiul Babilonian a adoptat limba akkadiană semitică pentru uz oficial și a păstrat limba sumeriană pentru uz religios, care în acel moment nu mai era o limbă vorbită. Tradițiile akkadiană și sumeriană au jucat un rol major în cultura babiloniană de mai târziu, iar regiunea va rămâne un important centru cultural, chiar și în afara statului, în întreaga epoca bronzului și epoca fierului timpurie.
Cea mai veche mențiune a orașului Babilon poate fi găsită într-o tabletă din timpul domniei lui Sargon din Akkad, datând din secolul al XXIII-lea î.Hr.. După căderea ultimei dinastii sumeriene Ur-III în mâinile elamiților (2002 î.Hr. sau 1940 î.Hr.), amoriții au preluat controlul asupra celei mai mari părți din Mesopotamia, unde au format o serie de mici regate. În primele secole a ceea ce se numește Perioada Amoriților, cele mai puternice state oraș au fost Isin și Larsa, deși Shamshi-Hadad I a ajuns aproape de unirea regiunile mai nordice în jurul orașelor Assur și Mari. Una dintre aceste dinastii ale amoriților s-a stabilit în orașul-stat al Babilonului, care în cele din urmă își va extinde supremația și asupra celorlalte astfel încât apare primul imperiu babilonian în timpul a ceea ce se numește Perioada Vechiului Babilon.

## Perioade

Imperiul Babilonian în timpul lui Hammurabi 1792 - 1750 î.Hr.

### Perioada Vechiului Babilon

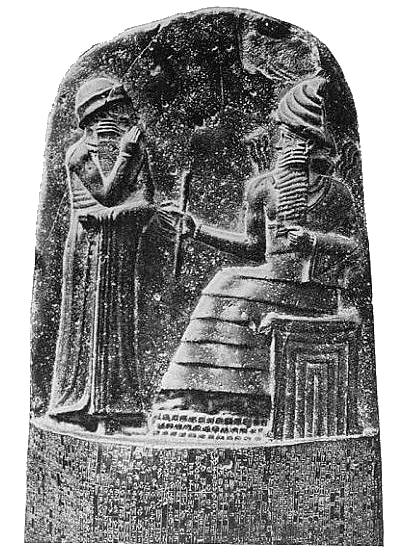
Partea superioară a Stelei din Codul lui Hammurabi

În cursul mileniului al III î.Hr. s-a dezvoltat o simbioză culturală foarte intimă între sumerieni și akkadieni, care a inclus răspândirea bilingvismului. Influența limbii sumeriene asupra celei akkadiene (și vice versa), este evidentă în toate domeniile, de la împrumuturile lexicale numeroase, la convergențe sintactice, morfologice și fonologice. Acest lucru a determinat oamenii de știință să se refere la sumerienii și akkadienii din al treilea mileniu ca la un sprachbund.
Akkadiana treptat a înlocuit sumeriana ca limbă vorbită în Mesopotamia pe la sfârșitul mileniului al III-lea î.Hr. - începutul mileniului al II-lea î.Hr. (datarea exactă fiind o chestiune supusă dezbaterilor), dar sumeriana a continuat să fie folosită ca limbă sacră, ceremonială, literară și științifică în Mesopotamia până în secolul întâi î.H. 

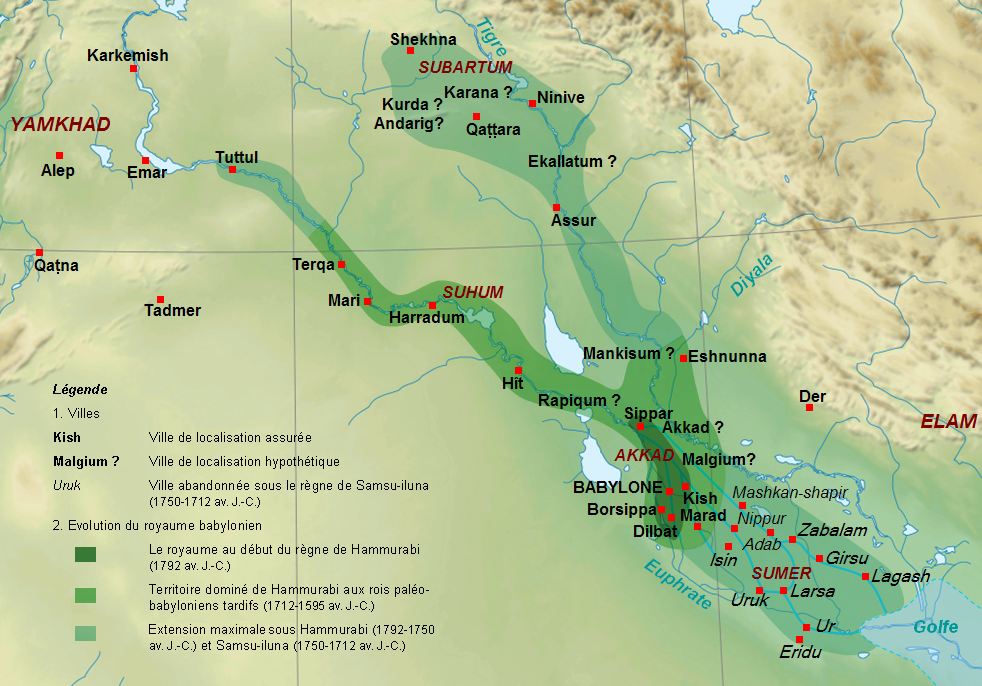
Extinderea maximă teritorială a imperiului Babilonian în timpul lui Hammurabi

Orașul Babilon a obținut dominația asupra Mesopotamiei, sub conducerea celui de-al șaselea conducător al său, regele Hammurabi (1728 - 1686 î.Hr.). El a fost un conducător foarte eficient, care a instituit birocrația, cu impozite și cu un guvern centralizat și oferind stabilitate regiunii după vremuri tulburi, astfel încât a transformat statul într-o putere centrală a Mesopotamiei. În timpul său s-a elaborat o culegere de legi, păstrată într-o lungă inscripție cuneiformă și cunoscută cu denumirea de Codul lui Hammurabi.
Religia babiloneană considera pe rege ca fiind trimisul lui Marduk, iar orașul Babilon ca un oraș sfânt, locul în care trebuia să fie încoronat orice conducător legitim al Mesopotamiei.
Babilonenii, la fel ca predecesorii lor, erau angajați în comerț regulat cu orașele-stat din vest, cu oficialii babiloneni sau uneori trupele trecând spre Siria și Canaan, și negustori amoriți care operau în întreaga Mesopotamie. Conexiunile monarhiei babiloniene spre vest au rămas puternice o perioadă. Un amorit numit Abi-Ramu sau Avram a fost tatăl unui martor într-un document din timpul domniei lui Ammi-Ditana, strănepotul lui Hammurabi, care încă se autoîntitula rege din țara amoriților. Tatăl lui Ammi-Ditana și fiul de asemenea aveau nume canaanite: Abi-Eshuh și Ammisaduqa.
Armatele din Babilon erau disciplinate. Ele au cucerit orașele-stat Isin, Eshnunna, Uruk și regatul Mari. Dar Mesopotamia nu avea hotare naturale, care să poată fi apărate ușor, făcând regiunea vulnerabilă la atacuri. Comerțul și cultura au prosperat aproape 150 de ani, până la domnia celui de al 15-lea rege din prima dinastie, Samsu-Ditana, fiul lui Ammisaduqa. El a fost răsturnat în urma atacului regelui hitit Mursili I, iar Babilonul a fost predat kasiților, cu care Samsu-iluna intrase deja în conflict în anul al șaselea de domnie.

### Dinastia kasiților

Expansiunea Imperiului Babilonian în timpul dinastiei kasiților

Dinastia kasită a fost fondată de Kandis sau Gandash de Mari. Kasiții au redenumit Babilonul Kar-Duniash și l-au stăpânit timp de 576 ani. Această domnie străină oferă o analogie izbitoare cu stăpânirea din același timp asupra Egiptului antic de către hiksoși. Babilonia a pierdut imperiul său din Asia de Vest, marele preot Ashur autointitulându-se rege al Asiriei. Cele mai multe atribute divine atribuite regilor semiți din Babilon au dispărut în acest moment, titlul de Zeu nu a fost niciodată atribuit vreunui suveran din dinastia kasiților. Cu toate acestea, Babilonul a continuat să fie capitala regatului și să fie considerat orașul sfânt din vestul Asiei, unde preoții erau atotputernici și singurul loc în care dreptul la moștenirea vechiului imperiu babilonian putea fi acordat.
În ciuda pierderii de teritorii și reducerea evidentă a educației și culturii, dinastia kasiților a fost dinastia cu cea mai lungă durată din Babilon. Această dinastie a durat până în anul cca. 1155 î.Hr., când Babilonul a fost cucerit de Shutruk-Nahhunte de Elam, și a fost recucerit câțiva ani mai târziu de către Nabucodonosor I, evenimente ce aparțin de colapsul epocii bronzului.

### Epoca de Fier Timpurie
În Epoca de Fier Timpurie, din 1125 î.Hr. până în 732 î.Hr., Babilonul a fost din nou condus de dinastii native, începând cu Nabucodonosor I din Dinastia a IV-a de Isin. Dinastia a IX-a începe cu Nabonassar, a cărui conducere (din 748 î.Hr.), deschide Canonul lui Ptolemeu, o listă cu diferiți regi. În 729 î.Hr., Babilonul a fost cucerit de Imperiul Neo-Asirian condus de Tiglat-Pileser al III-lea și a rămas sub stăpânire asiriană timp de un secol, până în anii 620 î.Hr., când a avut loc o revolta condusă de regele Nabopolassar.

### Noul Imperiu Babilonian (Monarhia caldeeană)
În timpul secolelor de dominație asiriană, Babilonia s-a bucurat de un statut proeminent sau s-a revoltat la cel mai mic indiciu că nu ar mai avea acest staut. Asirienii întotdeauna au reușit să restabilească loialitatea babilonienilor, ori prin acordarea mai multor privilegii, ori militar. Totul s-a schimbat în 627 î.Hr. când a murit cel mai puternic conducător asirian, Ashurbanipal, și Babilonia s-a răzvrătit în anul următor sub conducerea lui Nabopolassar Caldeeanul. Cu ajutorul mezilor, capitala asirienilor, Ninive, a fost devastată în 612 î.Hr., iar conducerea imperiului a trecut din nou în mâinile Babiloniei.
Nabopolassar a fost urmat la domnie de fiul său Nabucodonosor al II-lea, sub domnia căruia Babilonul a devenit încă o dată centrul lumii civilizate, inclusiv prin cucerirea Feniciei în 585 î.Hr.. Doar un mic fragment dintre analele sale a fost descoperit, cel cu privire la invazia sa în Egipt în anul 567 î.Hr., în care se face referire la „Phut al Ionienilor”.

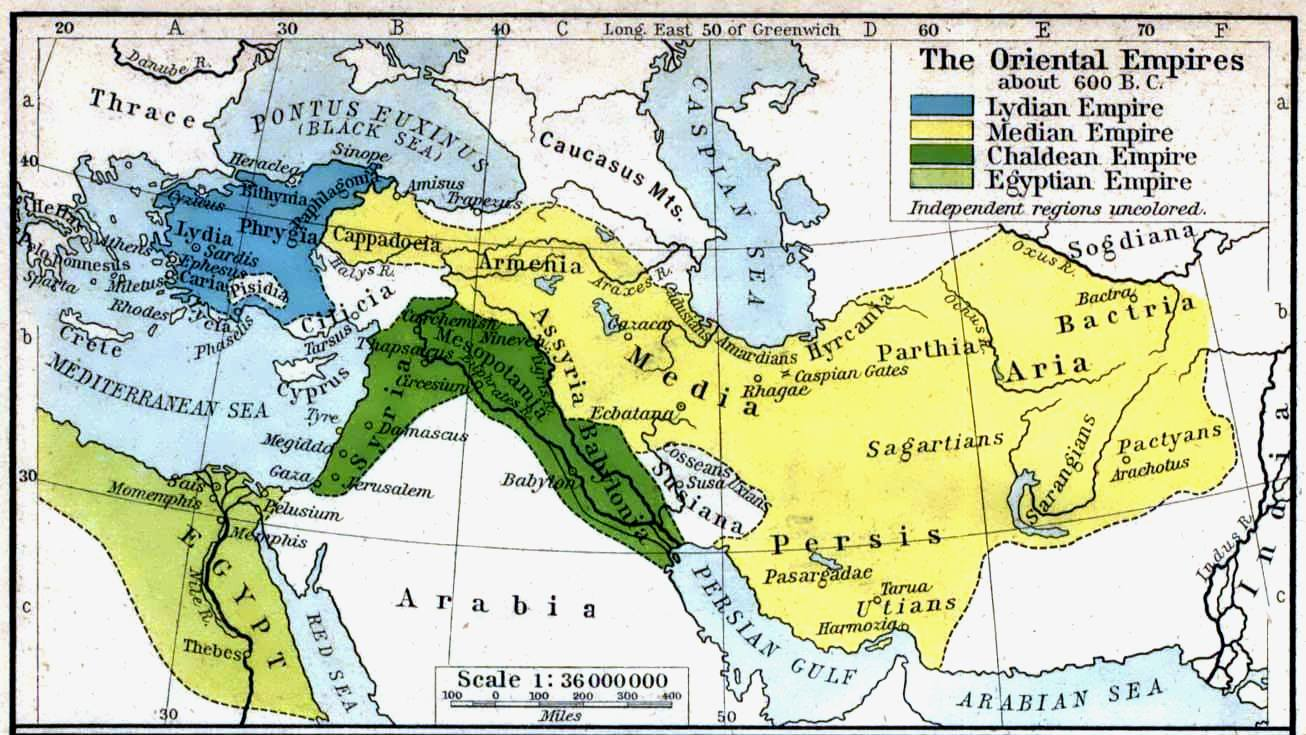
Orientul Mijlociu, cca. 600 î.Hr. - Imperiul mezilor (galben) și în stânga lui - Noul Imperiu Babilonian (sub monarhie - caldeeană)

Despre domnia ultimului rege babilonian, Nabonidus (Nabu-na'id) și despre cucerirea Babiloniei de către Cirus cel Mare, există o mare cantitate de informații disponibile, cum ar fi tăblițele cronologice din analele lui Nabonidus, completate de o altă inscripție a regelui Nabonidus unde descrie restaurarea Templului de la Harran închinat Zeului Lunii. La aceste informații se adaugă cele din Cartea lui Daniel din biblia ebraică; și cele din proclamația lui Cirus eliberată la scurt timp după recunoașterea sa oficială ca rege al Babilonului; decretul este considerată legendar (închipuit, nu real).
În 539 î.Hr. Cirus a invadat Babilonia. O bătălie a avut loc la Opis, în luna iunie, unde babilonienii au fost învinși, și imediat după aceea cetatea Sippar s-a predat invadatorilor. Nabonidus a fugit spre Babilon, unde a fost urmărit de generalul Gobrias, și în ziua de 16 Tamuz, la două zile după capturarea orașului Sippar, soldații lui Cirus au intrat în Babilon, fără luptă. Nabonidus a fost scos din ascunzătoare lui, iar Cirus nu a ajuns decât în a 3-a zi a lunii Marchesvan (octombrie), timp în care Gobrias a condus în absența acestuia. Gobrias a devenit apoi guvernator al provinciei Babilonului. Câteva zile mai târziu, fiul lui Nabonidus a murit. S-a decretat doliu public timp de șase zile, iar fiul regelui Cirus al II-lea cel Mare, Cambyses al II-lea a participat la înmormântare.
În această situație, Cirus a pretins că este succesorul legitim al regilor antici babilonieni și trimisul lui Bel-Marduk, susținând că zeul este mânios datorită necredinței regelui Nabonidus, cel care poruncise distrugerea tuturor zeilor din vechile temple babiloniene. Nabonidus, de fapt, a atras un puternic sentiment împotriva lui deoarece încercase să centralizeze religia babiloniană în templul lui Merodach (Marduk).
Fără îndoială, invazia în Babilonia a fost facilitată de existența unei grupări nemulțumite în stat, precum și de prezența unor exilați străini, exilați fără voia lor ca de exemplu evreii, care au fost așezați în mijlocul țării. În consecință, unul dintre primele gesturi ale lui Cirus a fost acela de a permite acestor exilați să se întoarcă la casele lor, permițând să ia cu ei imaginile zeului lor și vasele lor sacre. Toate acestea s-au făcut printr-o proclamație, prin care proaspătul cuceritor s-a străduit să justifice pretenția sa la tronul babilonian. Exista încă o credință puternică cum că niciun om nu avea dreptul să conducă Asia de Vest fără a fi hirotonit de Bel și preoții lui. Prin urmare Cirus și-a asumat în continuare titlul imperial de rege al Babilonului.
"În cel dintâi an al lui Cirus, împăratul perșilor, ca să se împlinească cuvântul Domnului rostit prin gura lui Ieremia, Domnul a trezit duhul lui Cirus, împăratul perșilor, care a pus să se facă prin viu grai și prin scris vestirea aceasta în toată împărăția lui: Așa vorbește Cirus, împăratul perșilor: „Domnul, Dumnezeul cerurilor, mi-a dat toate împărățiile pământului și mi-a poruncit să-I zidesc o casă la Ierusalim, în Iuda. Cine dintre voi este din poporul Lui? Dumnezeul lui să fie cu el și să se suie la Ierusalim, în Iuda, și să zidească acolo Casa Domnului, Dumnezeului lui Israel! El este adevăratul Dumnezeu, care locuiește la Ierusalim. Oriunde locuiesc rămășițe din poporul Domnului, oamenii din locul acela să le dea argint, aur, avere și vite, pe lângă daruri de bunăvoie pentru Casa lui Dumnezeu, care este la Ierusalim!”"(Ezra 1:1-4)

### Imperiul Babilonian Persan
Imperiul Babilonian a fost absorbit de Imperiul Ahemenid (Persan) în 539 î.Hr..
Potrivit Bibliei, proorocul Daniel i-a prezis în visul nepotului lui Nabucodonosor sau într-o minune a lui Dumnezeu, decăderea Imperiului Babilonian. În cele din urmă, după moartea lui Nabucodonosor, a urmat la tron regele Belșațar. Perșii și mezii au atacat Babilonul și l-au cucerit. Prințul Belșațar, fiul lui Nabonid, a fost ucis în 539 î.Hr. de trupele lui Cirus cel Mare.
Cu un an înainte de moartea sa, Cirus l-a numit pe fiul său Cambyses al II-lea rege al Babilonului, în timp ce pentru sine a rezervat titlul mai amplu de „rege al (altor) provincii” din imperiu. În momentul în care Darius I a devenit rege al Persiei, fiind adeptul religiei zoroastriane, a încălcat vechea tradiție și astfel pretenția Babilonului de a conferi legitimitate conducătorilor din Asia de Vest a încetat să mai fie recunoscută.
Pentru scurt timp Babilonia și-a recuperat independența sa, Nidinta-Bel luându-și numele de Nabucodonosor al III-lea și domnind din octombrie 522 î.Hr. până în august 520 î.Hr., an în care Darius a luat cu asalt orașul. Câțiva ani mai târziu, probabil în 514 î.Hr., Babilonul s-a revoltat din nou sub conducerea lui Arakha (Nabucodonosor al IV-lea). După recucerirea sa de către persani, zidurile Babilonului au fost parțial distruse.

## Cultura babiloniană
Cultura din Mesopotamia din epoca bronzului până în epoca fierului timpurie este adesea descrisă ca fiind asiro-babiloniană din cauza interdependentei culturale strânse dintre cele două centre politice.

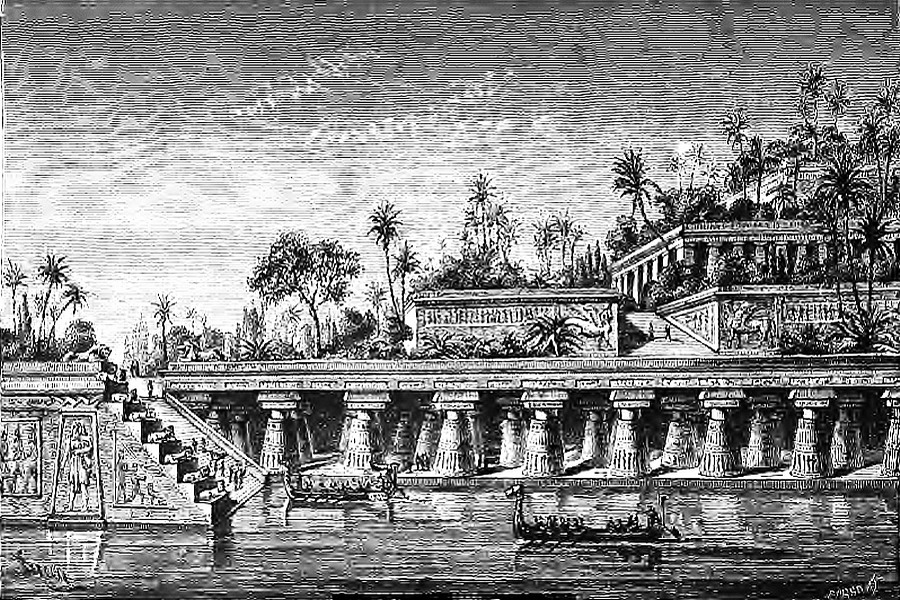
Grădinile suspendate ale Semiramidei

Printre cele mai importante repere privind cultura babiloniană se pot enumera:
- Epopeea lui Ghilgameș
- Codul lui Hammurabi
- Grădinile suspendate ale Semiramidei - una dintre cele șapte minuni ale lumii
- Etemenanki - Templul lui Marduk
- Turnul Babel

## Moștenire
Babilonia, și în special capitala sa, orașul Babilon, au fost pentru mult timp un simbol în religiile avraamice datorită puterii nemăsurate și destrăbălării (prostituția și vrăjitoria erau practici obișnuite). Sunt multe referințe spre Babilon în Biblie, atât literal cât și alegoric. Mențiunile din Tanakh tind să fie istorice și/sau profetice. Cele din Noul Testament sunt figurative sau referințe criptice spre Roma păgână sau alte arhetipuri. Legendarele grădini suspendate din Babilon și Turnul Babel sunt văzute ca simboluri ale puterii luxuriante și, respectiv, al aroganței. Un festival important al babilonienilor era Mishtkaru Buylshu, festival în care se alungau spiritele rele. Mulți babilonieni, mai ales bărbați, au participat la acest festival, încă de la o vârstă fragedă. La acest festival, preoții ucideau sau sacrificiu un animal, (de obicei un bou) în cinstea zeilor. În schimb, zeii promiteau protecție oamenilor oferindu-le câte o amuletă.

## Vezi și

Cifre babiloniene